# Улица Батюка (Нежин)
Улица Батюка (укр. Вулиця Батюка) — улица города Нежина. Пролегает от площади Ивана Франко до площади Заньковецкой.
Примыкают улицы Кушакевичей, Маяковского, Стефана Яворского, Думская.

## История
Улица известна с XVII века. С конца XIX века называется улица Кушакевича — в честь нежинского фабриканта Андрея Фёдоровича Кушакевича, на средства которого в городе были открыты гимназия и ремесленное училище (затем техникум механизации с/х).
В 1922 году улица Кушакевича переименована на улица Профинтерна. На месте дома райкома КП(б)У до Великой Отечественной войны стоял дом, где в 1908—1914 годы в семье своего деда М. Я. Москаленко жил С. П. Королёв (установлен памятный знак). В доме № 7 в 19 — начале 20 веков располагалась гостиница «Ливадия», с 1943 года — исполком Нежинского районного совета народных депутатов, с 1974 года — стоматологическая поликлиника. На улице расположены гостиница Нежин (дом № 1), 1-я детская библиотека (дом № 8), детсад «Барвинок» (дом № 10), Нежинский краеведческий музей (дом № 14), кинотеатр «Космос» (дом № 9), дом культуры (дом № 16).
В 1960 году улица получила современное название — в честь руководитель комсомольского подполья в городе Нежине Якова Петровича Батюка.
В 1967 году у дома № 8 установлен Памятник Я. П. Батюку. В 1967 году в доме № 14 был открыт Нежинский краеведческий музей, как музей на общественный началах, в 1968 году был преобразован в филиал Черниговского исторического музея. Установлена мемориальная доска основанию музея и первому директору. Экспозиция музея размещена в 8 залах (свыше 4 тысяч экспонатов, в том числе 2 тысячи оригиналов), состоит из отделов истории и природы. В 1982 году был построен кинотеатр «Космос» (дом № 9).

## Застройка
Улица пролегает в северо-восточном направлении параллельно улице Гоголя. Парная и непарная стороны улицы заняты усадебной, малоэтажной (2-этажные дома) жилой застройкой, скверами имени Н. В. Гоголя и имени Богдана Хмельницкого.
Учреждения:
1. дом № 1 — гостиница «Нежин»
2. дом № 5А — Нежинская государственная районная администрация
3. дом № 8 — детская библиотека (филиал № 3)
4. дом № 9 — торговый центр «Нежин-Сити» и кинотеатр «Космос»
5. дом № 10 — детсад «Барвинок»
6. дом № 14 — Нежинский краеведческий музей (его исторический отдел) и «Центр памятниковедения» (Северо-восточное региональное отделение Украинского общества охраны памятников истории и культуры)
7. дом № 16 — дом культуры
8. дом № 16Е — Николаевский собор

Памятники архитектуры, истории, монументального искусства или науки и техники:
1. дом № 5 — Усадьба М. Я. Москаленко, где жил в 1906—1916 годы С. П. Королёв — утраченный объект (истории) культурного наследия (до 1950-х годов) — сейчас здесь районная администрация
2. между домами № 5А и 7 — Памятный знак на месте дома, где жил С. П. Королёв — истории местного значения
3. дом № 7 — Гостиница — архитектуры местного значения
4. дом № 8 — Дом, где жила М. Е. Малыш-Федорец — архитектуры местного значения
5. возле дома № 8 — Памятник Я. П. Батюку — монументального искусства местного значения
6. дом № 14 — Жилой дом (Дом Максимовича) — архитектуры местного значения
7. возле дома № 14 — Трактор ВТЗ «Универсал» (У-2) — науки и техники вновь выявленный
8. дом № 16 — Церковь Иоанна Предтечи и торговые ряды — архитектуры местного значения
9. дом № 16Е — Николаевский собор — архитектуры национального значения
10. сквер имени Богдана Хмельницкого — Памятник Б. М. Хмельницкому — монументального искусства местного значения